# Сем-Сандберг, Стив
Стив Сем-Сандберг (швед. Steve Sem-Sandberg; 16 августа 1958, Осло, Норвегия) — шведский писатель
, журналист и переводчик. Член Шведской академии (с 2020).

## Биография
Норвежского происхождения. В 1958 г. его родители переехали в Швецию.
Выпускник Международной писательской программы Университета Айовы.
Дебютировал как писатель в 1976 году, опубликовав два научно-фантастических романа: «Sländornas värld» и «Sökare i dödsskuggan».
Автор научно-фантастических и исторических романов.
В 2005 году стал лауреатом литературной премии Шведской академии Доблоуга.
В 2009 году за роман «Бедные в Лодзи» (De fattiga i Łódź) награждён Августовской премией, повествующий о жизни в еврейском гетто в оккупированной нацистами Лодзи и его лидере, главе юденрата Хаиме Румковском.
В 2013 году за роман «Император лжи» стал лауреатом швейцарской литературной премии Премии Яна Михальски. В 2016 году за роман «Избранные» награждён французской литературной Премией Медичи в разделе за лучшее зарубежное произведение.
В 2020 г. стал членом Шведской академии, в настоящее время входит в состав Нобелевского комитета Академии.

## Избранные публикации
- Sländornas värld and Sökare i dödsskuggan (1976)
- De ansiktslösa, роман (1987)
- I en annan del av staden, эссе (1990)
- Den kluvna spegeln, репортаж (1991)
- En lektion i pardans, роман (1993)
- Theres, роман (1996)
- Allt förgängligt är bara en bild, роман (1999)
- Prag, эссе (2002)
- Ravensbrück, роман (2003)
- Härifrån till Allmänningen, роман (2005)
- De fattiga i Łódź, роман (2011)
- Tre romaner (роман (2011)
- De utvalda, (2014)
- Stormen (2016)